# Verein für Bewegungsspiele Leipzig 1995-1996
Questa voce raccoglie le informazioni riguardanti il Verein für Bewegungsspiele Leipzig nelle competizioni ufficiali della stagione 1995-1996.

## Stagione
Nella stagione 1995-1996 il VfB Lipsia, allenato da August Starek e Damian Halata, concluse il campionato di 2. Bundesliga al 9º posto. In Coppa di Germania il VfB Lipsia fu eliminato al secondo turno dallo Schalke 04.

## Rosa
| N. |                     | Ruolo | Calciatore       |
| -- | ------------------- | ----- | ---------------- |
| 3  | Germania (bandiera) | C     | Nico Däbritz     |
| 4  | Germania (bandiera) | D     | Detlef Schößler  |
| 6  | Germania (bandiera) | C     | Steffen Heidrich |
| 12 | Germania (bandiera) | A     | Markus Wulftange |
| 18 | Germania (bandiera) | A     | Ronny Kujat      |
| 22 | Germania (bandiera) | D     | Ronald Werner    |
| 25 | Germania (bandiera) | A     | Florian Weichert |
| 26 | Germania (bandiera) | P     | Gunnar Grundmann |
| 27 | Germania (bandiera) | D     | Marco Rose       |
|    | Germania (bandiera) | P     | Maik Kischko     |
|    | Germania (bandiera) | P     | René Koslowski   |
|    | Germania (bandiera) | D     | Frank Edmond     |
|    | Germania (bandiera) | D     | Marco Förster    |

| N. |                     | Ruolo | Calciatore           |
| -- | ------------------- | ----- | -------------------- |
|    | Germania (bandiera) | D     | Matthias Lindner     |
|    | Germania (bandiera) | D     | Holm Pinder          |
|    | Germania (bandiera) | C     | Guido Hoffmann       |
|    | Germania (bandiera) | C     | Matthias Liebers     |
|    | Germania (bandiera) | C     | René Schmidt         |
|    | Germania (bandiera) | C     | Uwe Trommer          |
|    | Germania (bandiera) | C     | Torsten Winkler      |
|    | Germania (bandiera) | C     | Axel Wittke          |
|    | Germania (bandiera) | A     | Daniel Bärwolf       |
|    | Brasile (bandiera)  | A     | Franklin Bittencourt |
|    | Ghana (bandiera)    | A     | Alexander Opoku      |
|    | Germania (bandiera) | A     | André Schuster       |

## Organigramma societario
Area tecnica
- Allenatore: Damian Halata
- Allenatore in seconda:
- Preparatore dei portieri:
- Preparatori atletici: Uwe Zimmermann

## Calciomercato

### Sessione estiva
| Acquisti | Acquisti         | Acquisti                     | Acquisti |
| R.       | Nome             | da                           | Modalità |
| -------- | ---------------- | ---------------------------- | -------- |
| D        | Marco Förster    | Lokomotive Lipsia (juniores) |          |
| D        | Dirk Oberritter  | Dinamo Dresda                |          |
| D        | Detlef Schößler  | Dinamo Dresda                |          |
| A        | Florian Weichert | Dinamo Dresda                |          |

| Cessioni | Cessioni       | Cessioni       | Cessioni |
| R.       | Nome           | a              | Modalità |
| -------- | -------------- | -------------- | -------- |
| A        | Marco Gräfe    | Sachsen Lipsia |          |
| D        | Torsten Kracht | Bochum         |          |
| P        | Ingo Saager    | Sachsen Lipsia |          |

### Sessione invernale
| Acquisti | Acquisti | Acquisti | Acquisti |
| R.       | Nome     | da       | Modalità |
| -------- | -------- | -------- | -------- |

| Cessioni | Cessioni      | Cessioni       | Cessioni |
| R.       | Nome          | a              | Modalità |
| -------- | ------------- | -------------- | -------- |
| A        | Jürgen Rische | Kaiserslautern |          |

## Risultati

### 2. Bundesliga

#### Girone di andata
| Arbitro: | Weber |

|             |           |                                  |
| Meißner 38’ | Marcatori | 10’ Heidrich 45’ (aut.) Wienhold |

| Lipsia 9 agosto 1995, ore 18:30 CEST 2ª giornata | VfB Lipsia | 0 – 0 referto | Arminia Bielefeld | Bruno-Plache-Stadion (9 100 spett.)\| Arbitro: \| Fandel \| |
| Arbitro:                                         | Fandel     |               |                   |                                                             |

| Arbitro: | Hilmes |

|  |           |              |
|  | Marcatori | 86’ Heidrich |

| Arbitro: | Hauer |

|                 |           |                         |
| Rische 47’, 52’ | Marcatori | 39’ Salou 88’ Puschmann |

| Arbitro: | Rüdiger |

|                                        |           |  |
| Wosz 11’ Bałuszyński 85’ Wohlfarth 90’ | Marcatori |  |

| Arbitro: | Friedrichs |

|            |           |  |
| Rische 34’ | Marcatori |  |

| Arbitro: | Werthmann |

|  |           |                 |
|  | Marcatori | 27’, 90’ Rische |

| Arbitro: | Dardenne |

|                  |           |  |
| Bärwolf 50’, 73’ | Marcatori |  |

| Arbitro: | Dörr |

|                        |           |  |
| Rische 5’ Weichert 74’ | Marcatori |  |

| Arbitro: | Ertl |

|  |           |                           |
|  | Marcatori | 49’ Heidrich 74’ Hoffmann |

| Arbitro: | Wezel |

|                        |           |                          |
| Lindner 30’ Rische 48’ | Marcatori | 71’ Sverrisson 90’ Kovač |

| Arbitro: | Hotop |

|           |           |  |
| Moore 54’ | Marcatori |  |

| Arbitro: | Heynemann |

|            |           |               |
| Rische 61’ | Marcatori | 38’ Schneider |

| Arbitro: | Berg |

|                      |           |              |
| Reina 47’ Spyrka 56’ | Marcatori | 71’ Hoffmann |

| Arbitro: | Schütz |

|                              |           |  |
| Kujat 17’ Lindner 67’ (rig.) | Marcatori |  |

| Arbitro: | Dehmelt |

|                                               |           |              |
| Schmöller 45’, 49’ Oberleitner 84’ Täuber 88’ | Marcatori | 30’ Heidrich |

| Arbitro: | Zerr |

|                        |           |  |
| Hoffmann 3’ Rische 90’ | Marcatori |  |

#### Girone di ritorno
| Lipsia 2 dicembre 1995, ore 14:00 CET 18ª giornata | VfB Lipsia | 0 – 0 referto | Chemnitz | Bruno-Plache-Stadion (5 300 spett.)\| Arbitro: \| Koop \| |
| Arbitro:                                           | Koop       |               |          |                                                           |

| Arbitro: | Rüdiger |

|                             |           |  |
| Bode 51’ Walter 76’ Eck 90’ | Marcatori |  |

| Lipsia 9 marzo 1996, ore 15:30 CET 20ª giornata | VfB Lipsia | 0 – 0 referto | Magonza | Bruno-Plache-Stadion (6 100 spett.)\| Arbitro: \| Gettke \| |
| Arbitro:                                        | Gettke     |               |         |                                                             |

| Arbitro: | Kemmling |

|                                                              |           |              |
| Marin 68’, 73’ Schütterle 71’ Salou 87’ Wulftange 89’ (aut.) | Marcatori | 69’ Hoffmann |

| Arbitro: | Wack |

|  |           |             |
|  | Marcatori | 80’ Peschel |

| Arbitro: | Byernetzky |

|                                   |           |  |
| Benthin 3’, 55’ Borodjuk 45’, 49’ | Marcatori |  |

| Arbitro: | Jansen |

|                          |           |               |
| Weichert 9’ Heidrich 64’ | Marcatori | 86’ Jurgeleit |

| Arbitro: | Casper |

|                       |           |  |
| Gunnlaugsson 13’, 54’ | Marcatori |  |

| Arbitro: | Fischer |

|                            |           |              |
| Kirsten 7’, 66’ Tipold 37’ | Marcatori | 16’ Weichert |

| Arbitro: | Schmidt |

|  |           |                                    |
|  | Marcatori | 29’ Böttche 72’ Thoben 74’ Claaßen |

| Arbitro: | Gettke |

|                         |           |  |
| Schmidt 18’ Rraklli 75’ | Marcatori |  |

| Arbitro: | Fandel |

|                       |           |           |
| Bärwolf 45’ Kujat 82’ | Marcatori | 88’ Kurth |

| Arbitro: | Frey |

|                       |           |                 |
| Lipinski 45’ Beck 55’ | Marcatori | 80’ Bittencourt |

| Arbitro: | Leimert |

|                 |           |  |
| Bittencourt 74’ | Marcatori |  |

| Arbitro: | Casper |

|              |           |  |
| Ballwanz 12’ | Marcatori |  |

| Arbitro: | Weiner |

|                                    |           |                          |
| Kujat 45’ Heidrich 53’ Däbritz 90’ | Marcatori | 70’ Gröber 87’ Schmöller |

| Arbitro: | Hilmes |

|                                             |           |             |
| Schneider 41’ Holetschek 80’ Zimmermann 84’ | Marcatori | 7’ Heidrich |

### Coppa di Germania
| Arbitro: | Friedrichs |

|  |           |                        |
|  | Marcatori | 45’ Lindner 90’ Rische |

| Arbitro: | Hufgard |

|  |           |            |
|  | Marcatori | 60’ Mulder |

## Statistiche

### Statistiche di squadra
| Competizione      | Punti | In casa | In casa | In casa | In casa | In casa | In casa | In trasferta | In trasferta | In trasferta | In trasferta | In trasferta | In trasferta | Totale | Totale | Totale | Totale | Totale | Totale | DR  |
| Competizione      | Punti | G       | V       | N       | P       | Gf      | Gs      | G            | V            | N            | P            | Gf           | Gs           | G      | V      | N      | P      | Gf     | Gs     | DR  |
| ----------------- | ----- | ------- | ------- | ------- | ------- | ------- | ------- | ------------ | ------------ | ------------ | ------------ | ------------ | ------------ | ------ | ------ | ------ | ------ | ------ | ------ | --- |
| 2. Bundesliga     | 45    | 17      | 9       | 6       | 2       | 22      | 13      | 17           | 4            | 0            | 13           | 13           | 36           | 34     | 13     | 6      | 15     | 35     | 49     | -14 |
| Coppa di Germania | -     | 1       | 0       | 0       | 1       | 0       | 1       | 1            | 1            | 0            | 0            | 2            | 0            | 2      | 1      | 0      | 1      | 2      | 1      | +1  |
| Totale            | 45    | 18      | 9       | 6       | 3       | 22      | 14      | 18           | 5            | 0            | 13           | 15           | 36           | 36     | 14     | 6      | 16     | 37     | 50     | -13 |

### Andamento in campionato
| Giornata  | 1 | 2 | 3 | 4 | 5 | 6 | 7 | 8 | 9 | 10 | 11 | 12 | 13 | 14 | 15 | 16 | 17 | 18 | 19 | 20 | 21 | 22 | 23 | 24 | 25 | 26 | 27 | 28 | 29 | 30 | 31 | 32 | 33 | 34 |
| --------- | - | - | - | - | - | - | - | - | - | -- | -- | -- | -- | -- | -- | -- | -- | -- | -- | -- | -- | -- | -- | -- | -- | -- | -- | -- | -- | -- | -- | -- | -- | -- |
| Luogo     | T | C | T | C | T | C | T | C | C | T  | C  | T  | C  | T  | C  | T  | C  | C  | T  | C  | T  | C  | T  | C  | T  | T  | C  | T  | C  | T  | C  | T  | C  | T  |
| Risultato | V | N | V | N | P | V | V | V | V | V  | N  | P  | N  | P  | V  | P  | V  | N  | P  | N  | P  | P  | P  | V  | P  | P  | P  | P  | V  | P  | V  | P  | V  | P  |
| Posizione | 4 | 4 | 3 | 2 | 8 | 3 | 2 | 2 | 2 | 1  | 1  | 3  | 3  | 4  | 3  | 4  | 3  | 5  | 5  | 5  | 5  | 6  | 7  | 6  | 7  | 7  | 9  | 10 | 9  | 12 | 8  | 9  | 8  | 9  |

Legenda:

Luogo: C = Casa; T = Trasferta. Risultato: V = Vittoria; N = Pareggio; P = Sconfitta.

### Statistiche dei giocatori
| Giocatore      | 2. Bundesliga | 2. Bundesliga | 2. Bundesliga | 2. Bundesliga | Coppa di Germania | Coppa di Germania | Coppa di Germania | Coppa di Germania | Totale   | Totale | Totale      | Totale     |
| Giocatore      | Presenze      | Reti          | Ammonizioni   | Espulsioni    | Presenze          | Reti              | Ammonizioni       | Espulsioni        | Presenze | Reti   | Ammonizioni | Espulsioni |
| -------------- | ------------- | ------------- | ------------- | ------------- | ----------------- | ----------------- | ----------------- | ----------------- | -------- | ------ | ----------- | ---------- |
| F. Bittencourt | 13            | 2             | 3             | 0             | 0                 | 0                 | 0                 | 0                 | 13       | 2      | 3           | 0          |
| D. Bärwolf     | 24            | 3             | 3             | 0             | 2                 | 0                 | 0                 | 0                 | 26       | 3      | 3           | 0          |
| N. Däbritz     | 31            | 1             | 11            | 0             | 2                 | 0                 | 0                 | 0                 | 33       | 1      | 11          | 0          |
| F. Edmond      | 33            | 0             | 2             | 0             | 2                 | 0                 | 0                 | 0                 | 35       | 0      | 2           | 0          |
| M. Förster     | 17            | 0             | 5             | 0             | 0                 | 0                 | 0                 | 0                 | 17       | 0      | 5           | 0          |
| G. Grundmann   | 1             | 0             | 0             | 0             | 0                 | 0                 | 0                 | 0                 | 1        | 0      | 0           | 0          |
| S. Heidrich    | 29            | 7             | 8             | 0             | 2                 | 0                 | 0                 | 0                 | 31       | 7      | 8           | 0          |
| G. Hoffmann    | 26            | 4             | 6             | 0             | 2                 | 0                 | 1                 | 0                 | 28       | 4      | 7           | 0          |
| M. Kischko     | 33            | 0             | 0             | 0             | 2                 | 0                 | 0                 | 0                 | 35       | 0      | 0           | 0          |
| R. Koslowski   | 0             | 0             | 0             | 0             | 0                 | 0                 | 0                 | 0                 | 0        | 0      | 0           | 0          |
| R. Kujat       | 30            | 3             | 1             | 0             | 2                 | 0                 | 1                 | 0                 | 32       | 3      | 2           | 0          |
| M. Liebers     | 2             | 0             | 0             | 0             | 0                 | 0                 | 0                 | 0                 | 2        | 0      | 0           | 0          |
| M. Lindner     | 25            | 2             | 5             | 0             | 2                 | 1                 | 0                 | 0                 | 27       | 3      | 5           | 0          |
| D. Oberritter  | 1             | 0             | 0             | 0             | 0                 | 0                 | 0                 | 0                 | 1        | 0      | 0           | 0          |
| A. Opoku       | 12            | 0             | 2             | 0             | 2                 | 0                 | 0                 | 0                 | 14       | 0      | 2           | 0          |
| H. Pinder      | 20            | 0             | 5             | 0             | 0                 | 0                 | 0                 | 0                 | 20       | 0      | 5           | 0          |
| J. Rische      | 17            | 9             | 3             | 0             | 2                 | 1                 | 0                 | 0                 | 19       | 10     | 3           | 0          |
| M. Rose        | 0             | 0             | 0             | 0             | 0                 | 0                 | 0                 | 0                 | 0        | 0      | 0           | 0          |
| R. Schmidt     | 7             | 0             | 1             | 0             | 0                 | 0                 | 0                 | 0                 | 7        | 0      | 1           | 0          |
| A. Schuster    | 5             | 0             | 0             | 0             | 0                 | 0                 | 0                 | 0                 | 5        | 0      | 0           | 0          |
| D. Schößler    | 31            | 0             | 7             | 1             | 1                 | 0                 | 1                 | 0                 | 32       | 0      | 8           | 1          |
| U. Trommer     | 0             | 0             | 0             | 0             | 0                 | 0                 | 0                 | 0                 | 0        | 0      | 0           | 0          |
| F. Weichert    | 27            | 3             | 3             | 2             | 2                 | 0                 | 0                 | 0                 | 29       | 3      | 3           | 2          |
| R. Werner      | 30            | 0             | 8             | 1             | 2                 | 0                 | 0                 | 0                 | 32       | 0      | 8           | 1          |
| T. Winkler     | 0             | 0             | 0             | 0             | 0                 | 0                 | 0                 | 0                 | 0        | 0      | 0           | 0          |
| A. Wittke      | 10            | 0             | 0             | 0             | 1                 | 0                 | 0                 | 0                 | 11       | 0      | 0           | 0          |
| M. Wulftange   | 31            | 0             | 2             | 0             | 2                 | 0                 | 0                 | 0                 | 33       | 0      | 2           | 0          |